# Амаджуба
Амаджуба (зулу Amajuba) — район провинции Квазулу-Натал (ЮАР). Название района происходит от слова языка зулу, означающего «земля голубей» (то есть «место мира»). Административный центр — Ньюкасл. По данным переписи 2001 года большинство населения района говорит на языке зулу.

## Административное деление
В состав района Амаджуба входят три местных муниципалитета:
- Ньюкасл (местный муниципалитет)
- Даннхаусер (местный муниципалитет)
- Эмадлангени (местный муниципалитет)